# Roland Gaillard
Roland Gaillard (1944-2016) est un syndicaliste français.

## Biographie
Né à Paris (14e) le 3 mars 1944, il entre dans l'administration en 1965, comme technicien des travaux publics de l'État, à la Direction départementale de l'équipement de Melun.
En 1971, il devient syndicaliste permanent. Il est élu secrétaire général du syndicat FO de l'équipement et du logement. Du 26 novembre 1987 à 2003, il est secrétaire général de la Fédération générale des fonctionnaires - Force ouvrière.
De 1994 à 1999, il est membre du Conseil économique et social dans la section des économies régionales et aménagement du territoire.
Par décret du 30 novembre 1999, il est nommé au conseil d'administration de l'École nationale d'administration (1999-2002).
En mai 2000, il devient membre du Conseil d'orientation des retraites.
Il est mort le 1er octobre 2016 à Évron (Mayenne).

## Élu local
En mars 2008, Roland Gaillard est élu premier adjoint au maire de Sainte-Suzanne (Mayenne), et est réélu en mars 2014. Il devient également conseiller communautaire de la Communauté de communes d'Erve et Charnie de 2008 à 2012, puis de la Communauté de communes des Coëvrons, de 2013 à 2015. Il contribue à la création de la commune nouvelle de Sainte-Suzanne-et-Chammes officialisée le 10 octobre 2015 à l'assemblée annuelle des maires et adjoints de la Mayenne.